# The Count of Monte Cristo (film, 1912)
The Count of Monte Cristo (též Monte Cristo) je nedochovaný neautorizovaný krátký americký němý film z roku 1912, který režíroval Colin Campbell. V hlavní roli se představil Hobart Bosworth. Film byl remakem filmu z roku 1908, který byl inspirovaný románem Hrabě Monte Cristo Alexandra Dumase z roku 1844. V době vzniku tohoto snímku získal práva na román Adolph Zukor a chystal se uvést svoji verzi z roku 1913 s Jamesem O'Neillem, který tuto roli proslavil na jevišti. Zukorovi právníci nařídili zničení tohoto filmu a všechny kopie musely být staženy.

## Obsazení
- Hobart Bosworth jako Edmond Dantes
- Tom Santschi jako Danglars
- Herbert Rawlinson jako Caderouse
- Eugenie Besserer jako Mercedes
- James Robert Chandler jako Captain LeClerc
- George Hernandez jako Napoleon
- Nick Cogley jako Morrell
- William Hutchison jako pan Dantes
- Roy Watson jako Villefort
- Frank Clark jako Nortier
- Fred Huntley jako Abbe Faria
- Bessie Eyton jako Haidee
- Lillian Hayward jako Carconte
- Al Ernest Garcia jako Fernand